# Sideroxylon cantoniense
Sideroxylon cantoniense är en tvåhjärtbladig växtart som beskrevs av João de Loureiro. Sideroxylon cantoniense ingår i släktet Sideroxylon och familjen Sapotaceae. Inga underarter finns listade i Catalogue of Life.